# Mónica Varea Maldonado
Mónica Varea Maldonado (Latacunga, 1958) es una escritora ecuatoriana de literatura infantil.

## Biografía
Inicio su vida escolar primaria en la ciudad de Latacunga en la Unidad Educativa Sagrado Corazón de Jesús Hnas. Bethlemitas. A partir de los 8 años siguió con sus estudios en la ciudad de Quito, en la Unidad Educativa La Dolorosa. Sus estudios superiores de Jurisprudencia los cursó en la Universidad Católica.
A partir de 1996 se dedica al mundo de la escritura y librería, fundando la librería Rayuela en Quito. Además de escritora, es cuentista. Ha impulsando diferentes campañas de lectura.
También es columnista en el diario El Universo y escribe artículos en revistas nacionales.

## Obras
Entre sus obras más reconocidas se destacan:
| Título                              | Año de publicación |
| ----------------------------------- | ------------------ |
| “Margarita Peripecias”              | 2008               |
| “Juan olvidón”                      | 2009               |
| “Estás frita, Margarita”            | 2010               |
| “Qué animales”                      | 2011               |
| “Cuentos de perros y otros enredos” | 2013               |
| “Navidad de perro”                  | 2013               |
| "Zaz"                               | 2015               |
| “Autografía no autorizada”          | 2016               |

## Reconocimientos
Recibió la Mención de Honor: Premio Nacional Darío Guevara Mayorga en el año 2008, por su libro "Margarita Peripecias". (literatura infantil), otorgado por el Municipio del Distrito Metropolitano de Quito.